# Ingram MAC-10
Ingram MAC-10 (Military Armament Corporation Model 10) je kompaktna brzostrelka oz. avtomatska pištola, ki jo je leta 1964 skonstruiral ameriški konstrukter Gordon B. Ingram, proizvodnja pa se je začela leta 1969. Uradna oznaka je bila M-10, vendar se je med trgovci in uporabniki bolj uveljavila oznaka MAC-10, torej po kraticah prvotnega proizvajalca.

## Opis
Orožje je namenjeno predvsem bojevanju z bližine in za prikrito nošenje, zaradi česar je posledično precej krajše od drugih podobnih orožij. Kot večina brzostrelk deluje na principu prostega zaklepa. Ročica za napenjanje orožja je nameščena na vrhu, ima pa tudi zarezo, ki služi kot merek. Z zasukom za 90° ročica blokira gibanje zaklepa in tako deluje kot varovalka. Večina delov je izdelanih iz stisnjene pločevine, kopito je zložljivo in izdelano iz jeklene žice, uporabljeni pa so nabojniki od brzostrelke M3, kar je pocenilo izdelavo. Zaradi majhnega števila delov orožje velja za dokaj zanesljivo.
Značilnost orožja je, da je sestavljeno iz spodnjega dela, ki vsebuje prožilni mehanizem in zgornjega dela, ki vsebuje cev, zaklep, vodilo zaklepa in povratno vzmet.
Podobno, kot pri brzostrelki Uzi je tudi pri MAC-10 uporabljen teleskopski zaklep, katerega del sega tudi čez cev in omogoča skrajšanje celotne dolžine orožja, enakomerna porazdelitev mase nad ročajem, ki služi tudi vstavitvi nabojnika, pa naredi orožje bolj obvladljivo pri rafalnem streljanju. 
MAC-10 je izdelan za uporabo streliva 9x19mm Parabellum ali .45 ACP. Zaradi sorazmerno kratke cevi, primerljivo s tisto pri pištolah, je uporaben doseg orožja le 50-70 m, izdelane pa so bile tudi različice z daljšo cevjo, vendar niso bile pogoste. Zaradi majhne mase zaklepa in kratkega hoda zaklepa ima orožje hitrost streljanja 1090 nabojev na minuto (.45 ACP) oz. 1250 nabojev na minuto (9 mm Luger), kar je v primerjavi z drugimi brzostrelkami veliko. Zarsdi majhne dolžine orožja in visoke hitrosti streljanja je natančnost pri rafalnem streljanju predvsem na večjih razdaljah slaba. V ta namen je prvotno orožje na sprednjem delu imelo montirano zanko iz traku, s katero je strelec zadrževal vzpenjanje cevi zaradi odsuna.
Ena pomembnih lastnosti, ki jo ima MAC-10, pa je možnost namestitve učinkovitega dvostopenjskega dušilca poka, ki ga je posebej zanj zasnovalo podjetje Sionics. Ob uporabi podzvočnega streliva je dušenje zvoka tako učinkovito, da glavnina hrupa izvira iz gibanja zaklepa, zaradi česar se je orožje dobro prodajalo. Dušilec tudi podaljša orožje, zaradi česar pri rafalnem streljanju postane bolj obvladljivo, v kompletu z dušilcem pa je bila tudi prevleka dušilca iz nomexa, kar je uporabniku omogočalo, da je med streljanjem držal orožje za dušilec brez nevarnosti opeklin.

## Uporabniki
Prvotni proizvajalec, Military Armament Corporation, je orožje izdeloval pretežno za specialne uporabnike v ZDA in po svetu, vendar večjega zanimanja zaradi previsoke hitrosti streljanja in nizke natančnosti ni bilo. Orožje je bilo v omejeni rabi predvsem pri uporabnikih, ki so potrebovali kompaktno orožje in učinkovit dušilec poka. Proizvajalec tudi ni imel posluha za prodajo civilnemu trgu.
Zaradi ameriških omejitev izvoza dušilcev je mnogo kupcev preklicalo naročila MAC-10, saj je bil učinkovit dušilec eden od razlogov za priljubljenost orožja. To je bil eden od razlogov za bankrot podjetja v letu 1976, proizvodnjo pa so prevzela druga podjetja (npr. Cobray, SWD, RPB), ki pa jim orožje ravno tako ni prinašalo dobičkov, zato so bili zadnji kosi izdelani v letu 1986.
Danes predvsem v ZDA obstaja več proizvajalcev, ki izdelujejo dele za MAC-10 in MAC-11 in bolj kakovostno izdelane nadgradnje, ki nekoliko izboljšajo karakteristike osnovnega orožja. 
- Brazilija
- Bolivija
- Čile
- Kolumbija
- Grčija
- Izrael
- Filipini
- Velika Britanija
- Venezuela
- ZDA (orožje ni več v splošni uporabi, kljub temu pa ga še vedno uporabljajo nekatere protiteroristične enote)

### Video
- Nazarian`s Gun`s Recognition Guide Mac 10 Silenced (.MPEG film)
- Video avtomatskega streljanja Mac-10 na YouTube